# Szok cenowy
Szok cenowy – zjawisko związane z nagłą zmianą cen czynników wytwórczych, wywołujące pozytywny lub negatywny makroekonomiczny szok podażowy.
W przypadku spadku cen materiałów wykorzystywanych w procesie produkcyjnym lub kosztów pracy, w krótkim okresie producenci dóbr lub usług mogą oferować je nabywcom po niższej cenie w niezmienionej ilości lub zachowując wcześniej określoną cenę w większej ilości, jeśli znajdą wystarczającą liczbę chętnych nabywców. W długim okresie możliwy jest powrót do wcześniejszej równowagi rynkowej spowodowany wzrostem cen i płac lub trwały wzrost produkcji potencjalnej.
W odwrotnej sytuacji – negatywnego szoku cenowego – koszty produkcji rosną, zmuszając producentów do podniesienia cen oferowanych dóbr lub usług w celu ich pokrycia. W krótkim okresie ilość nabywanych dóbr maleje. W długim okresie przedsiębiorstwa, optymalizując koszty produkcji, mogą doprowadzić do powrotu do wcześniejszej równowagi rynkowej lub trwałego spadku produkcji potencjalnej.